# 汪紹伊
汪紹伊（1565年—？），號志軒，四川嘉定州洪雅县人。明朝政治人物。同進士出身。

## 生平
嘉靖乙丑十二月二十日生。萬曆二十五年（1597年）丁酉科四川鄉試第十二名舉人，二十六年（1598年），联登戊戌科三甲二名進士，工部觀政，授行人，二十六年掌行永宁王丧祭。时蜀粮协济贵州，至江津交兑，转江督运者留杂米多烂湿，民甚苦之。绍伊适奉使还蜀，经其地，曰：民瘼如此，非有司者之过耶？于是督运者愧谢，立为贮仓，民赖以苏。三十三年升刑部主事，三十四年升员外郎，三十五年升承天知府，本年丁艰归，不复出仕。

## 家族
曾祖汪世英。祖父汪盈科。父汪之涯。